# 영국 검찰청

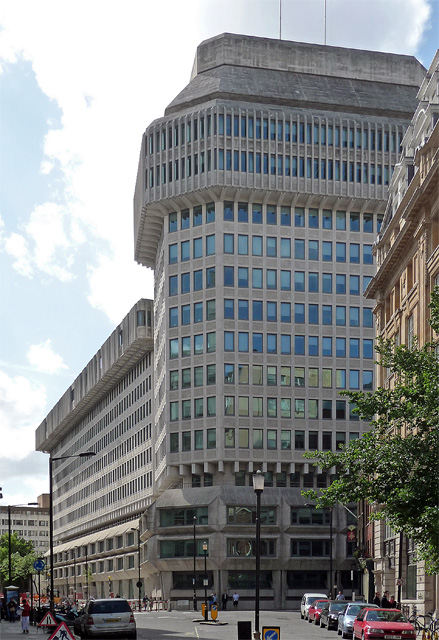

영국 왕립기소청(Crown Prosecution Service, CPS)은  영국 Attorney General's Office(檢察院. 수장: Attorney General) 휘하의 소추기관이다. 영국 법무부는 Ministry of Justice(장관: Secretary of State for Justice)이며, Attorney General's Office와 별개인 내각부처이다.
2006년 현재 8,775명의 직원이 있으며, 1/3이 검사이다. 매년 130만 건을 치안법원에 기소하고, 115,000건을 영국형사법원에 기소한다.

## 같이 보기
- 검사